# Maria Heyde

Maria Elisabeth Heyde

Maria Elisabeth Heyde, auch Marie, geborene Hartmann (* 19. April 1837 in Paramaribo, Suriname; † 6. April 1917 in Schönebeck) war eine Missionarin der Herrnhuter Brüdergemeine. Neben ihrem für das 19. Jahrhundert ungewöhnlichen Lebensweg zeichnet sie aus, sich kontinuierlich über Tagebücher und Briefe mitgeteilt zu haben. Viele der Dokumente sind erhalten geblieben und zugänglich.

## Leben

### Kindheit und Jugend
Maria Elisabeth Hartmann wurde am 19. April 1837 in Paramaribo, Hauptstadt der damaligen niederländischen Kolonie Suriname geboren. Ihre Eltern waren die Missionare Johannes Gottlieb Hartmann (1796–1844) und Maria Lobach (1798–1853), die seit 1826 in Suriname für die Brüdergemeine tätig waren. Beide verstarben in Paramaribo und wurden hier auf dem Friedhof Maria's Rust begraben. Die Kleine Maria Elisabeth verbrachte ihre ersten Lebensjahre auf der Herrnhuter Station  Charlottenburg, einer ehemaligen Kaffeeplantage am Cottica. Von Charlottenburg aus wurden Missionsreisen zu den Plantagen am Cottica und den Seitenflüssen unternommen.
Mit dem Erreichen des Schulalters verließ Maria ihre Eltern und damit Suriname und lernte nach erfolgreicher Überfahrt nicht nur erstmals ihre älteren Geschwister kennen, sondern erhielt von 1844 bis 1850 ihren ersten Schulunterricht in Kleinwelka bei Bautzen an der dort eingerichteten Erziehungsanstalt für Missionskinder. Etwa 1851 setzte sie im Schwesternhaus in Niesky für mehr als ein Jahr ihre Ausbildung fort, bevor sie von 1853 bis 1855 zur Vorbereitung auf den Lehrerberuf auf die Mädchenanstalt nach Gnadenfrei in Schlesien geschickt wurde. Im Anschluss daran wirkte sie in der gleichen Einrichtung als Lehrerin, unter anderem in den Fächern Rechnen, Geographie, Religion, Literatur, Französisch und Geschichte fort.

### Tätigkeit als Missionarin
Im Jahr 1859 wurde Maria Hartmann von der Herrnhuter Brüdergemeine der ihr unbekannte August Wilhelm Heyde als Ehemann vorgeschlagen, nachdem dessen Wunsch, eine andere Frau der Brüdergemeine zu ehelichen, nicht erfüllt werden konnte. Maria Hartmann ließ das Los entscheiden und reiste im gleichen Jahr im Alter von 22 Jahren in das ihr bis dahin unbekannte Vizekönigreich Indien zum Missionar Heyde. Im gleichen Jahr heirateten sie.
Sie lebte insgesamt 44 Jahre in Indien, hiervon bis 1898 auf der Missionsstation Kyelang im Bhaga-Tal der Provinz Lahoul (heute: indischer Bundesstaat Himachal Pradesh), die sie selten verließ. Ihr Leben und Alltag lässt sich durch eine ungewöhnlich gute Datenlage rekonstruieren, da sie zum einen von 1862 bis zu ihrem Lebensende nahezu durchgängig Tagebuch schrieb (die 37 Bände sind im Privatbesitz der Nachfahren) und weil Korrespondenzen mit drei ihrer verbliebenen Kindern im Herrnhuter Unitätsarchiv erhalten geblieben sind.
Maria Heyde führte die Wirtschaft des kleinen Anwesens und kümmerte sich um die größer werdende Familie. Insgesamt zehn Schwangerschaften sind von ihr erwähnt. Oft war sie mit anderen Missionsschwestern während der langen Missionsreisen ihres Mannes und der anderen Missionare auf sich allein gestellt. Zu Anfang einen jeden Jahres führte sie für die ersten Monate eine sogenannte Strickschule nicht nur zur Unterweisung in dieser Technik durch, sondern ebenfalls, um den Buddhisten den christlichen Glauben nahezubringen. Außerdem half sie durch ihre kalligraphische Begabung bei Drucklegungen und wirkte nach Auszug aller Kinder bei Übersetzungsarbeiten in die tibetische Sprache mit.
Von ihren sieben Kindern erreichten nur drei im schulfähigen Alter Deutschland für ihre weitere Ausbildung. Lediglich zwei Söhne, Paul Johannes (1863–1943) und Gerhard Heyde (1874–1939), konnten ihre Eltern 1903 nach Rückkehr auf dem Hallenser Bahnhof begrüßen, da 1899 bereits ihre älteste Tochter Elisabeth verstorben war. Nach dem Tod ihres Mannes lebte Maria Heyde nahe bei ihrem Sohn Paul Johannes in Gnadau, bis sie 79-jährig in Schönebeck an den Folgen eines Sturzes starb.